# Трећа влада Лазара Томановића
Трећа влада Лазара Томановића била је на власти од 1. септембра 1910. до 10. августа 1911. (по старом календару).

## Чланови владе
| Функција                              | Слика     | Име и презиме       | Детаљи                        |
| ------------------------------------- | --------- | ------------------- | ----------------------------- |
| Предсједник Министарског Савјета      |           | Др. Лазар Томановић |                               |
| Министар Иностраних Дјела             |           | Др. Лазар Томановић |                               |
| Министар Правде                       | заступник | Др. Лазар Томановић |                               |
| Министар Унутрашњих Дјела             |           | Марко Ђукановић     |                               |
| Министар Војни                        |           | Иво Ђуровић         | до 19. јула 1911.             |
| Министар Војни                        |           | Марко Ђукановић     | заступник од 19. јула 1911.   |
| Министар Финансија и Грађевина        |           | Филип Јерговић      |                               |
| Министар Просвјете и Црквених Послова |           | Перо Вучковић       | до 1. августа 1911.           |
| Министар Просвјете и Црквених Послова |           | Филип Јерговић      | заступник од 1. августа 1911. |